# 中國國電集團
中國國電集團公司（英语：China Guodian），簡稱中國國電、國電，成立於2002年，是中華人民共和國五大國有發電集團(中国华能集团公司、中国大唐集团公司、中国华电集团公司、中国国电集团公司、国家电力投资集团公司)之一，負責開發、投資、建設、經營和管理發電廠和電力生產，為華北、東北、華中、華東、西北、川渝、山東、雲南、貴州、廣西、新疆供應電力。至2008年底，国电集团权益装机总容量达7020万千瓦，居中国电力企业第三位，其中风力发电装机居第一位。龍源電力是內地最大的風電企業，是中國國電集團旗下新能源電力子公司。其子公司國電電力發展股份有限公司在上海證券交易所上市。
2017年8月28日，国电集团与神华集团有限责任公司合并重组为国家能源投资集团有限责任公司。
2017年8月28日，神華能源以相關火電公司股權及資產和國電電力發展股份共同組建合資公司，兩者共注資666億元，由國電電力擁有合資公司控股權。其中，國電電力出資的標的資產的作價合計約為373.73億元，中國神華出資的標的資產作價合計約為292.74億元。按照预估数进行测算，国电电力在合资公司中的持股比例约为56.08%，中国神华持股比例约为43.92%。

## 外部連結
- 中國國電集團公司